# ISO/IEC 11179
ISO/IEC 11179 (formalmente conocido como el estándar ISO/IEC 11179 Metadata Registries (MDR)) es un estándar internacional para representar metadatos para una organización en un registro de metadatos. Documenta la estandarización y el registro de metadatos para hacer que los datos sean comprensibles y se puedan compartir.

## Finalidad prevista
Las organizaciones intercambian datos entre sistemas informáticos con precisión utilizando tecnologías de integración de aplicaciones empresariales. Las transacciones completadas, a menudo se transfieren a sistemas separados de almacenamiento de datos y reglas de negocios con estructuras diseñadas para admitir datos a analizar. Un modelo estándar de facto para plataformas de integración de datos es el Common Warehouse Metamodel (CWM). La integración de datos, a menudo también se resuelve como un problema de datos, en lugar de metadatos, con el uso de los llamados datos maestros. ISO/IEC 11179 afirma que es un estándar para el intercambio de datos impulsado por metadatos en un entorno heterogéneo, basado en definiciones exactas de datos. 

## Estructura de un registro de metadatos ISO/IEC 11179
El modelo ISO/IEC 11179 es el resultado de dos principios de teoría semántica, combinados con principios básicos de modelado de datos. 
El primer principio de la teoría semántica es la relación de tipo tesauro entre conceptos más amplios y más estrechos (o específicos), por ejemplo, el concepto amplio "ingreso" tiene una relación con el concepto más estrecho "ingreso neto". 
El segundo principio de la teoría semántica es la relación entre un concepto y su representación, por ejemplo, "comprar" y "adquirir" son el mismo concepto, aunque se utilizan términos diferentes. 
Un principio básico del modelado de datos es la combinación de una clase de objeto y una característica. Por ejemplo, "Persona - color de cabello". 
Cuando se aplica al modelado de datos, ISO/IEC 11179 combina un "concepto" amplio con una "clase de objeto" para formar un "concepto de elemento de datos" más específico. Por ejemplo, el concepto de alto nivel "ingreso" se combina con la clase de objeto "persona" para formar el concepto de elemento de datos "ingreso neto de persona". Tenga en cuenta que el "ingreso neto" es más específico que el "ingreso". 
Las diferentes representaciones posibles de un concepto de elemento de datos se describen luego con el uso de uno o más elementos de datos. Las diferencias en la representación pueden ser el resultado del uso de sinónimos o dominios de valores diferentes en diferentes conjuntos de datos en una retención de datos. Un dominio de valor es el rango permitido de valores para una característica de una clase de objeto. Un ejemplo de un dominio de valor para "sexo de la persona" es "M = Masculino, F = Femenino, D = Desconocido". Las letras M, F y D son los valores permitidos de sexo de la persona en un conjunto de datos en particular. 
El concepto de elemento de datos "ingreso neto mensual de la persona" puede tener un elemento de datos llamado "ingreso neto mensual del individuo por grupos de 100 dólares" y uno llamado "ingreso neto mensual de la persona rango 0-1000 dólares", etc., dependiendo de La heterogeneidad de representación que existe dentro de las existencias de datos cubiertas por un registro ISO/IEC 11179. Tenga en cuenta que estos dos ejemplos tienen términos diferentes para la clase de objeto (persona / individuo) y diferentes conjuntos de valores (un rango de 0-1000 dólares en lugar de agrupaciones de 100 dólares). 
El resultado de esto es un catálogo de clases, en el que los conceptos de elementos de datos relacionados se agrupan por un concepto de alto nivel y una clase de objeto, y elementos de datos agrupados por un concepto de elemento de datos compartido. Estrictamente hablando, esto no es una jerarquía, aunque se parezca a una. 
ISO/IEC 11179, propiamente dicho, no describe los datos, ya que realmente se almacenan. No se refiere a la descripción de archivos físicos, tablas y columnas. Las construcciones ISO/IEC 11179 son "semánticas" en lugar de "físicas" o "técnicas". 
El estándar tiene dos propósitos principales: definición e intercambio. El objeto central es el concepto de elemento de datos, ya que define un concepto e, idealmente, describe datos independientes de su representación en cualquier sistema, tabla, columna u organización. 

## Estructura de la norma ISO/IEC 11179
El estándar consta de siete partes: 
- Marco ISO/IEC 11179-1:2015 (denominado ISO/IEC 11179-1)
- Clasificación ISO/IEC 11179-2:2005
- ISO/IEC 11179-3:2013 Modelo de registro y atributos básicos
- ISO/IEC 11179-4:2004 Formulación de definiciones de datos
- ISO/IEC 11179-5:2015 Principios de denominación e identificación
- Registro ISO/IEC 11179-6:2015
- ISO/IEC 11179-7:2019 Metamodelo para el registro del conjunto de datos

La Parte 1 explica el propósito de cada parte. La Parte 3 especifica el metamodelo que define el registro. La Parte 7 se publicó en diciembre de 2019 y proporciona una extensión a la Parte 3 para el registro de metadatos sobre conjuntos de datos. Las otras partes especifican varios aspectos del uso del registro. 

## Descripción general del Elemento de Datos 11179
El elemento de datos es un concepto fundamental en un registro de metadatos ISO/IEC 11179. El propósito del registro es mantener una estructura semánticamente precisa de elementos de datos. 
Cada elemento de datos en un registro de metadatos ISO/IEC 11179: 
- debe registrarse de acuerdo con las pautas de registro (11179-6)
- será identificado de forma única dentro del registro (11179-5)
- debe nombrarse de acuerdo con los Principios de denominación e identificación (11179-5) Ver nombre del elemento de datos
- debe definirse mediante las reglas de Formulación de definiciones de datos (11179-4) Consulte la definición del elemento de datos y
- puede clasificarse en un esquema de clasificación (11179-2) Ver esquema de clasificación

Los elementos de datos que almacenan "Códigos" o valores enumerados también deben especificar la semántica de cada uno de los valores de código con definiciones precisas. 

## Adopción de las normas 11179
El producto COTS Metadata Registry (MDR) de Software AG es compatible con el estándar ISO 11179 y continúa vendiéndose y utilizándose para este propósito en aplicaciones comerciales y gubernamentales (consulte la sección Herramientas del proveedor a continuación). 
Si bien la adopción comercial está aumentando, la difusión de ISO/IEC 11179 ha tenido más éxito en el sector público. Sin embargo, la razón de esto no está clara. La afiliación ISO está abierta a organizaciones a través de sus organismos nacionales. Los países con depósitos del sector público en diversas industrias incluyen Australia, Canadá, Alemania, Estados Unidos y el Reino Unido. 
Las Naciones Unidas y el gobierno de los Estados Unidos se refieren y utilizan las normas 11179. 11179 es muy recomendable en el sitio web XML del gobierno de EE. UU. y es promovido por The Open Group como base del Marco Universal de Elementos de Datos . The Open Group es un consorcio neutral en cuanto a proveedores y tecnología que trabaja para permitir el acceso a información integrada dentro y entre empresas basada en estándares abiertos e interoperabilidad global. 

## Extensiones al estándar ISO/IEC 11179
Aunque el registro de metadatos ISO/IEC 11179 es un estándar de 6 partes que comprende varios cientos de páginas, el modelo primario se presenta en la Parte 3 y se representa en diagramas UML para facilitar la comprensión, respaldado por texto normativo. La iniciativa eXtended Metadata Registry, XMDR dirigida por los EE. UU., exploró el uso de ontologías como base para el contenido de MDR con el fin de proporcionar un marco semántico más rico que el que se podría lograr solo con las convenciones de nomenclatura léxica y sintáctica. El XMDR experimentó con un prototipo usando OWL, RDF y SPARQL para probar el concepto. La iniciativa dio como resultado la Edición 3 de ISO/IEC 11179. La primera parte publicada es ISO/IEC 11179-3:2013. La extensión principal en la Edición 3 es la Concept Region, que amplía el uso de conceptos a más componentes dentro del estándar y admite el registro de un sistema Concept para su uso dentro del registro. El estándar también admite el uso de sistemas conceptuales definidos externamente. Las versiones de la Edición 3 de las Partes 1, 5 y 6 se publicaron en 2015. La Parte 2, Clasificaciones, está incluida en la Concept Region en la Parte 3, pero se está actualizando a un Informe técnico (TR) para proporcionar orientación sobre el desarrollo de los Esquemas de clasificación. La Parte 4 describe los principios para formar definiciones de datos; no se ha propuesto una edición 3. 

## Ejemplos de registros de metadatos ISO/IEC 11179
Los siguientes registros de metadatos indican que siguen las pautas ISO/IEC 11179, aunque no se han desarrollado pruebas formales de terceros para evaluar el cumplimiento del registro de metadatos. 
- Registro de metadatos de Aristóteles ( registro de metadatos de código abierto ) - página de Wikipedia
- Instituto Australiano de Salud y Bienestar - Registro en línea de metadatos (METeOR)
- Registro de Metadatos del Departamento de Educación de Minnesota (Datos K-12)
- Departamento de Impuestos de Minnesota Impuestos a la Propiedad (Transacciones de Bienes Raíces)
- Ohio State University - repositorio de metadatos abierto (openMDR)
- Departamento de Justicia de los Estados Unidos - Modelo de datos XML de justicia global GJXDM
- Agencia de Protección Ambiental de EE. UU. - Registro de datos ambientales
- Base de conocimiento de información de salud de EE. UU. (USHIK)
- Instituto Nacional del Cáncer de EE. UU. - Repositorio de estándares de datos sobre el cáncer (caDSR)
- Modelo nacional de intercambio de información de EE. UU. NIEM

## Herramientas de proveedores de registro de metadatos que afirman el cumplimiento de ISO/IEC 11179
- Nurocor MDR
- Registro de metadatos OneData de Software AG
- Archivado el 24 de junio de 2015 en Wayback Machine. Proyecto SALUS MDR - UE
- Registro de metadatos de Aristóteles (registro de código abierto)

Ninguna agencia independiente certifica el cumplimiento de ISO/IEC 11179. 